# ARCL2 Klassische Form
Die ARCL2 Klassische Form ist eine sehr seltene, zu den Cutis-laxa-Syndromen gehörende angeborene Erkrankung mit den Hauptmerkmalen schlaffer Haut, Gelenkinstabilität und Entwicklungsverzögerung.
Synonyme sind: ARCL2 Typ Debré; ARCL2, klassischer Typ; Cutis laxa, autosomal-rezessive, Typ 2, Debré
Die Namensbezeichnung bezieht sich auf eine Beschreibung aus dem Jahre 1937 durch Robert Debré und Mitarbeiter.

## Verbreitung
Die Häufigkeit wird mit unter 1 zu 1.000.000 angegeben, etwa 40 Patienten wurden bislang beschrieben. Die Vererbung erfolgt autosomal-rezessiv.

## Ursache
Der Erkrankung liegen teilweise (ARCL2A) Mutationen im ATP6V0A2-Gen auf Chromosom 12 Genort q24.31 zugrunde, was zu einer Störung der Glykosylierung führt.
Mutationen in diesem Gen finden sich auch beim Wrinkly-Skin-Syndrom.
Ferner sind Mutationen (ARCL2B) im PYCR1-Gen im Chromosom 17 Genort q25.3 beschrieben, die zu der autosomal rezessiv vererbten PYCR1-assoziierten Cutis laxa führen.
Offenbar besteht keine begriffliche Trennung zwischen „Klassischer Form“ und den genetisch basierten Bezeichnungen ARCL2A und ARCL2B.